# IC 2677
IC 2677 es una galaxia en la constelación de Leo.  Se encuentra a una distancia de 1,51 gigaaños luz y tiene una velocidad de desplazamiento al rojo de z=0,1167 la velocidad de la luz.  Es el cuarto objeto más distante del Catálogo Índice. Está situada próxima al ecuador celeste y, por lo tanto, es  parcialmente visible desde ambos hemisferios en determinadas épocas del año. El objeto fue descubierto por Max Wolf el 27 de marzo de 1906.